# Kožlí
Kožlí es una localidad ubicada en el distrito de Písek, en la región de Bohemia Meridional, República Checa. Tiene una población estimada, a principios de 2021, de 53 habitantes.
Está ubicada al norte de la región, a poca distancia al sur de la ciudad de Praga, de la frontera con la región de Bohemia Central y de la orilla del río Moldava —el principal afluente del río Elba—.